# Captain America: The First Avenger (soundtrack)
Captain America: The First Avenger (Original Motion Picture Soundtrack) is de originele soundtrack van de Marvel Studios-film Captain America: The First Avenger, gebaseerd op het gelijknamige personage gecreëerd door Marvel Comics. De muziek is gecomponeerd door Alan Silvestri en opgenomen door de Air Studios. Het album werd op 19 juli 2011 uitgebracht door Buena Vista Records.

## Tracklijst
Alle muziek is geschreven door Alan Silvestri, tenzij anders aangegeven.
| Nr. | Titel                                                      | Duur |
| --- | ---------------------------------------------------------- | ---- |
| 1.  | Captain America Main Titles                                | 0:56 |
| 2.  | Frozen Wasteland                                           | 1:53 |
| 3.  | Schmidt's Treasure                                         | 3:01 |
| 4.  | Farewell to Bucky                                          | 2:50 |
| 5.  | Hydra Lab                                                  | 1:54 |
| 6.  | Training the Supersoldier                                  | 1:08 |
| 7.  | Schmidt's Story                                            | 1:59 |
| 8.  | VitaRays                                                   | 4:25 |
| 9.  | Captain America "We Did It"                                | 1:59 |
| 10. | Kruger Chase                                               | 2:55 |
| 11. | Hostage On the Pier                                        | 2:46 |
| 12. | General's Resign                                           | 2:18 |
| 13. | Unauthorized Night Flight                                  | 3:13 |
| 14. | Troop Liberation                                           | 5:06 |
| 15. | Factory Inferno                                            | 5:06 |
| 16. | Triumphant Return                                          | 2:16 |
| 17. | Howling Commando's Montage                                 | 2:16 |
| 18. | Hydra Train                                                | 3:27 |
| 19. | Rain Fire Upon Them                                        | 1:39 |
| 20. | Motorcycle Mayhem                                          | 3:05 |
| 21. | Invasion                                                   | 5:09 |
| 22. | Fight on the Flight Deck                                   | 3:30 |
| 23. | This is My Choice                                          | 3:26 |
| 24. | Passage of Time                                            | 1:35 |
| 25. | Captain America                                            | 1:08 |
| 26. | Star Spangled Man (tekst David Zippel, muziek Alan Menken) | 2:53 |
| 27. | Captain America March (bonustrack)                         | 2:36 |